# Tournoi international de Veurnes
Le Tournoi international de Veurnes est une importante compétition par clubs de kayak-polo européen, qui se déroule à Veurnes, en Belgique.
Le 8e tournoi se déroulera du 3 au 9 août 2009.